# Live in Baltimore
Live in Baltimore  è un album dal vivo del gruppo musicale statunitense Kix, pubblicata nel settembre 2012 dalla Frontiers Records.

## Tracce

### CD
1. No Ring Around Rosie – 4:40
2. Atomic Bombs – 3:42
3. Lie Like a Rug – 4:19
4. Don't Close Your Eyes – 5:56
5. Girl Money – 4:59
6. Cold Blood – 8:38
7. Cold Shower – 5:57
8. She Dropped Me the Bomb – 4:59
9. Blow My Fuse – 6:09
10. Kix Are for Kids – 4:41
11. Midnite Dynamite – 4:45
12. Yeah, Yeah, Yeah – 16:25

### DVD
1. No Ring Around Rosie
2. Atomic Bombs
3. Lie Like a Rug
4. Sex
5. The Itch
6. Don't Close Your Eyes
7. Hot Wire
8. Same Jane
9. Girl Money
10. Ronnie "10/10"
11. Cold Blood
12. Jimmy "Chocolate"
13. Cold Shower
14. She Dropped Me the Bomb
15. Blow My Fuse
16. Kix Are for Kids
17. Midnite Dynamite
18. For Shame
19. Brian "Damage"
20. Yeah, Yeah, Yeah

## Formazione
- Steve Whiteman – voce, armonica, sassofono
- Brian Forsythe – chitarre
- Ronnie Younkins – chitarre, cori
- Mark Schenker – basso, cori
- Jimmy Chalfant – batteria, percussioni, cori